# Beregpálfalva
Beregpálfalva település Ukrajnában, a Kárpátalján, a Beregszászi járásban.

## Fekvése
Komlós északi szomszédjában, Kissarkad, Komlós és Beregkövesd közt fekvő település.

## Története
Beregpálfalva korai névalakja Ökörmező volt. Nevét 1600-ban már Pálfalva néven említették.
A trianoni békeszerződés előtt Bereg vármegye Felvidéki járásához tartozott.
1910-ben 214 lakosából 9 magyar, 205 ruszin volt. Ebből 174 görögkatolikus, 40 izraelita volt.